# Anna Dergatschowa
Anna Abramowna Dergatschowa (zwischenzeitlich Anna Dergatschowa-Daus; Schreibweise beim Weltschachverband FIDE Anna Dergatschova; * 26. Februar 1969) ist eine deutsche Schachspielerin russischer Herkunft.

## Leben
Ihr Vater ist Abram Chassin, der seit 1964 Internationaler Meister und seit 1972 Fernschach-Großmeister war.

## Schach

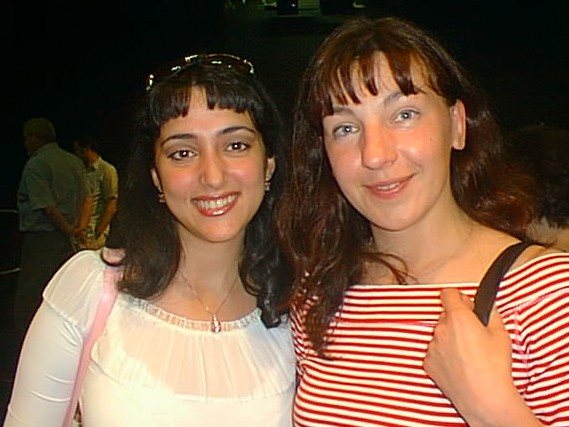
Sofia Lékó und Anna Dergatschova bei den Dortmunder Schachtagen, Juli 2004

Anna Dergatschowa spielte Turniere in unterschiedlichen Ländern.
- Deutsche Frauenmeisterschaft 1994 in Wuppertal, die Ekaterina Borulya gewann.[1]
- Beim Frauenturnier 1996 in Dresden wurde sie Zweite hinter Suzana Maksimović.
- 1997 in Svetogorsk im Frauenturnier, das Tatjana Stepowaja gewann.
- Sie nahm 1998 an der russischen Frauenmeisterschaft in Kolontaevo teil, die Olga Trofimova gewann.
- 1998 spielte sie im Meisterturnier des Sparkassenturniers in Dortmund, das Adrian Mihalcisin gewann.[2]
- Bad Zwesten 1998, wo Thomas Luther siegte.
- Sie spielte bei den Europameisterschaften der Frauen 2003 und 2007.

### Mannschaftsschach

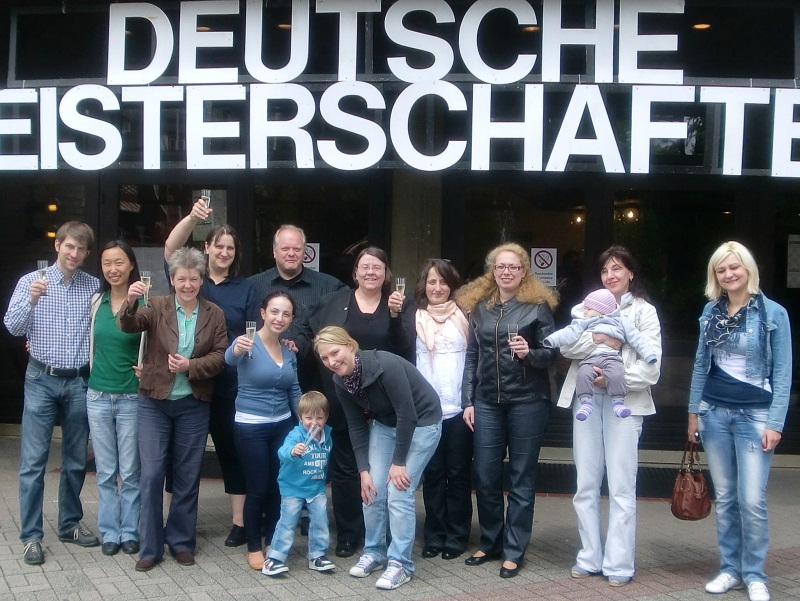
Das Siegerteam 2011 aus Nordrhein-Westfalen
Zweite von rechts: Anna Dergatschowa

In der deutschen Schachbundesliga der Frauen spielte sie für den Essener Verein SK Holsterhausen, und zwar in den Spielsaisons 1996/97 bis 2002/03 und 2004/05.
Bei der deutschen Meisterschaft für Frauen-Ländermannschaften spielte sie unter anderem 1999, 2003, 2009, 2010 und 2011, wo sie mit der Mannschaft aus Nordrhein-Westfalen deutscher Meister wurde.
In der luxemburgischen Division nationale spielte sie von 1997/98 bis 2001/02 für den Verein Tour et Cavalier Belvaux, mit dem sie auch am European Club Cup 1998 teilnahm und für den Schachklub Tuerm a Sprénger Matt Schëffleng in den Saisons 2002/03 und 2003/04.

### Verein
In der Saison 2018/19 spielt sie beim Schachklub Holsterhausen.

## Werke (Auswahl)
- Anna Dergatschowa: Start-Zielsieg für Vishy Anand (Turnierbericht), in: Schach, 2005, Nr. 5, S. 41–47.